# Rudolf Jung
Rudolf Jung (16. dubna 1882 Plasy – 11. prosince 1945 Praha) byl sudetoněmecký a československý politik, meziválečný poslanec Národního shromáždění za Německou národně socialistickou stranu dělnickou.

## Biografie
Byl evangelického vyznání. Vychodil národní a reálnou školu v Jihlavě a Vysokou školu technickou ve Vídni. Už během vídeňských studií byl aktivní ve studentské organizaci. Sloužil jako jednoroční dobrovolník u Rakousko-uherského námořnictva. Potom pracoval jako strojní inženýr u rakouských státních drah ve Floridsdorfu, Liberci a Jihlavě. Po roce 1918 byl technickým radou u Československých státních drah. Předčasně pak byl penzionován. Zasedal v obecním zastupitelstvu v Jihlavě.
Už počátkem 20. století se angažoval v okruhu tehdejší Německé dělnické strany, předchůdkyně pozdější DNSAP. V programové revizi na stranickém sjezdu roku 1913 v Jihlavě se Jung osobně podílel na vypracování ostře antisemitského a mírně antislovanského programu. Právě v oblasti německého jazykového ostrova na Jihlavsku si Jung získal značný vliv na voličstvo a v politice se angažoval i po vzniku Československa. Ve 20. letech již byl mezi stranickými špičkami DNSAP a předsedal této straně. V roce 1929 jeho vliv vzrostl poté, co ho podpořila skupina mladých nacionálně socialistických aktivistů, která se postavila proti politice starších funkcionářů. V rámci DNSAP byl rovněž předsedou její moravsko-slezské zemské organizace. Zastával funkci člena vedení Říšského svazu německých železničářů.
V zemských volbách roku 1913 byl zvolen na Moravský zemský sněm za všeobecnou německou kurii, obvod Nový Jičín, Moravská Ostrava, Valašské Meziříčí atd. Poslancem byl do roku 1914.
V parlamentních volbách v roce 1920 získal poslanecké křeslo v Národním shromáždění. Mandát obhájil v parlamentních volbách v roce 1925 i parlamentních volbách v roce 1929. Podle údajů k roku 1930 byl povoláním radou státních drah ve výslužbě v Opavě.
V roce 1932 probíhal soudní proces s členy spolku Volkssport. Poté, co se prokázalo propojení mezi československou DNSAP a německými nacisty, začal proces zbavení imunity čtyř poslanců DNSAP včetně Junga. Strana se pak sama v září 1933 rozpustila. V říjnu 1933 poté, co se poslanecký klub německých národních socialistů rozešel, se Jung stal dočasně nezařazeným poslancem. Již v listopadu 1933 byl ale, stejně jako všichni další bývalí poslanci DNSAP, zbaven mandátu. V tu dobu ale již se nacházel mimo území republiky. Prchl spolu s Hansem Krebsem do Německa. Podle jiného zdroje byl 4. října 1933 zatčen a po sedm měsíců zadržován v Praze na Pankráci.
V Německu se pak politicky angažoval jako člen NSDAP a jednotek SS. Od roku 1936 byl za NSDAP členem totalitního Říšského sněmu. Zastupoval volební okrsek 18 (Westfalen Süd). V roce 1938 se uváděl jako Oberführer SS a docent na Německé vysoké škole pro politiku a diplomacii. Po konci války byl zadržen československými úřady a uvězněn. Ve vězení spáchal sebevraždu.